# グリッツ ザ ピラミッドアドベンチャー
グリッツ ザ ピラミッドアドベンチャーは、1997年5月30日に三洋電機が発売したプレイステーション用ゲームソフト。ジャンルはアクションゲーム。
本作には「アドベンチャーモード」と「対戦モード」の2種類が用意されている。主人公はトレジャーハンティングチーム「グリッツ」の一員となり、秘宝を求めてピラミッドに潜入する。内部には流砂を発生するレバーが色んな所に設置されており、盗賊たちを倒せる唯一の方法となるが、主人公にも流砂の当たり判定がある。秘宝を入手するために必要になるアイテムはプレイごとに変化する。
対決! るみーずとほぼ同様のシステムで、キャラクターと、舞台が砂漠へと変わったものである。
るみーずが水で相手を流すものであったのに対して、流砂で相手を流すというシステム。
俺はこのゲーム知らないなー
秘宝を入手すると秘密のコマンドが表示され、これをオープニングデモの間に入力すると対戦モードで「グリッツ」のメンバーを含め最大12人のキャラクターを使用することが可能になる。
脚注
1. 1 2  『PlayStation Magazine』 No.11、徳間書店、1997年6月13日、142頁。

| スタブアイコン | サブスタブ | この項目は、まだ閲覧者の調べものの参照としては役立たない、コンピュータゲームに関連した書きかけの項目です。この項目を加筆・訂正などしてくださる協力者を求めています（P:コンピュータゲーム/PJ:コンピュータゲーム）。 |